# Зайналбеков, Шихшабек Абдуллабекович
Шихшабек Абдуллабекович Зайналбеков (29 октября 1970, Буйнакск, Дагестанская АССР, РСФСР, СССР) — советский и российский боксёр, мастер спорта СССР по боксу (1990), промоутер, матч-мейкер, тренер тайского бокса (муай тай). Младший брат Зайналбека Зайналбекова.

## Биография
В 1991 году закончил Дагестанский государственный педагогический институт, факультет физического воспитания.
С 2001 и по настоящее время совместно с Сергеем Заяшниковым участвовал как матч-мейкер, менеджер и председатель промоутерской комиссии РЛМТ в организации профбоев Российской Лиги Муай Тай (РЛМТ)
С 3 марта 2003 года и по настоящее время основатель и руководитель спортклуба муай тай «Короли» в городе Ростов-на-Дону.
В 2007 году был матч-мейкером турнира Россия — США профиль по муай-тай среди профессионалов в Нью-Йорке, где в течение последующих трёх лет его боксеры выступали на профессиональных турнирах под эгидой WBL MUAY THAI.
В 2008 году награждён Почетным знаком «Заслуженный Мастер Боевых искусств России РСБИ» (2008, Москва, РСБИ)
17 мая 2016 года создал «Школу единоборств империю муай тай».